# USS LST-895
O USS LST-895 foi um navio de guerra norte-americano da classe LST que operou durante a Segunda Guerra Mundial.